# Stereolove
Stereolove ist eine deutsche Pop-Rock-Band. Sie entstand 2010 als Nachfolgeband von Reamonn und war 2012 mit dem Album Stereo Loves You in den deutschen Charts erfolgreich.

## Bandgeschichte
Nachdem Sänger Rea Garvey 2010 die Auflösung seiner Band Reamonn bekanntgegeben hatte, blieben die restlichen Bandmitglieder zusammen und holten sich Thomas Hanreich als neuen Sänger, der zuvor bei der Band Vivid gewesen war.
Mit This Is It veröffentlichten sie eine erste Single, die im Radio recht erfolgreich war. Im Sommer 2012 hatten sie ihr erstes Album fertiggestellt und vorab die Single What If veröffentlicht. Sie erreichte Platz 76 und das Album Stereo Loves You kam auf Platz 30 in Deutschland. Damit konnten sie nicht an die Erfolge von Reamonn anknüpfen.
2015 erschien noch eine Single und ein zweites Album, dann wurde es ruhig um die Band.

## Mitglieder
- Thomas Hanreich, Sänger
- Uwe Bossert, Gitarrist
- Mike Gommeringer, Schlagzeug
- Sebastian Padotzke, Keyboarder
- Philipp Rauenbusch, Bassist

## Diskografie
Alben
- Stereo Loves You (2012)
- Boy A (2015)

Lieder
- This Is It (2011)

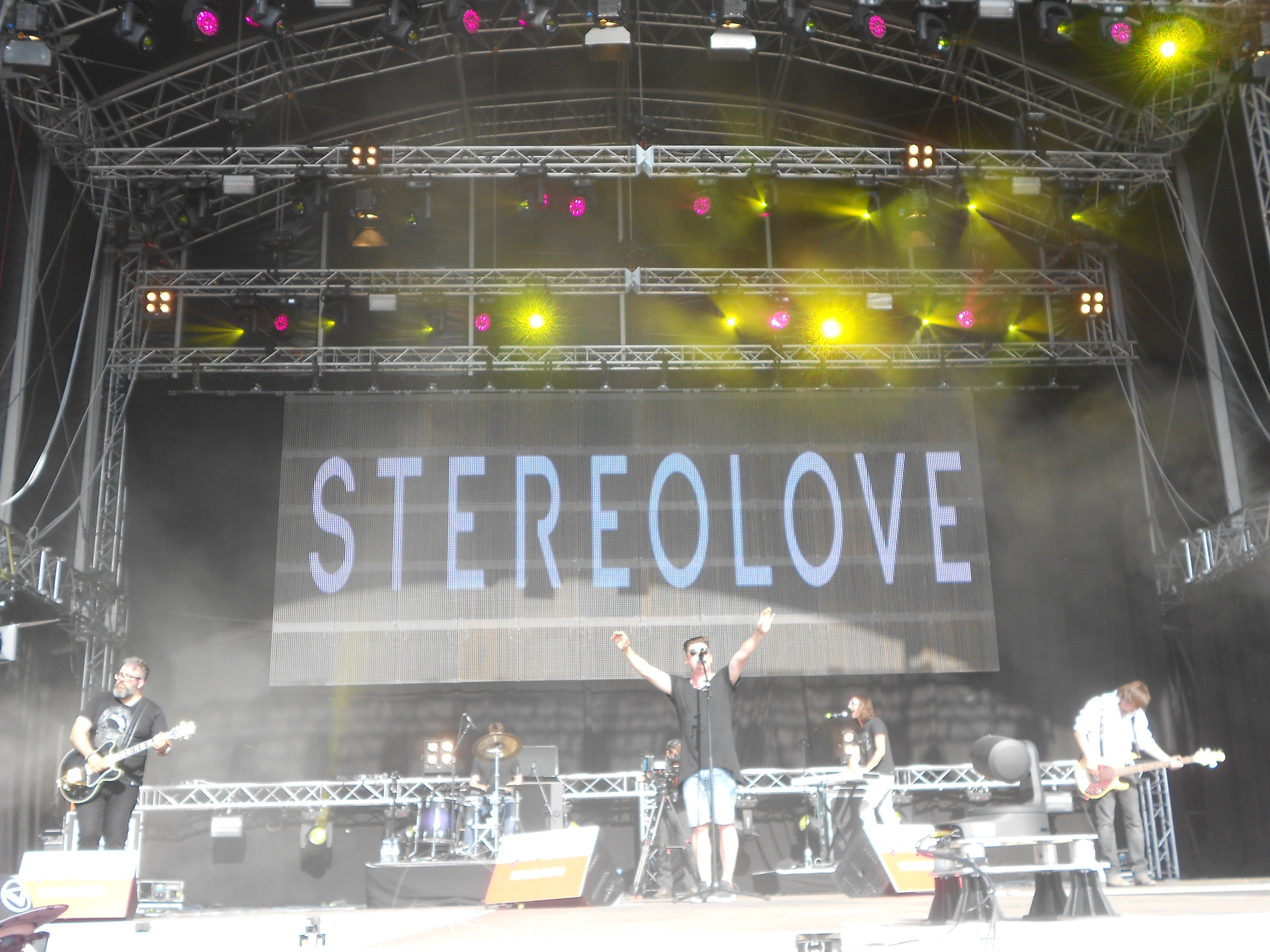
Stereolove in Wilhelmshaven (2015)

- What If (I Just Want to Go Home) (2012)
- If We Die Tonight (2015)